# Gare de Mosjøen
La gare de Mosjøen est une gare ferroviaire norvégienne de la ligne du Nordland, située dans la commune de Vefsn. Elle fut ouverte le 5 juillet 1940 lorsque la ligne fut utilisée jusqu'à Mosjøen.

## Situation ferroviaire
Établie à 6,8 m d'altitude, la gare se situe à 406,1 km de Trondheim.

## Service aux voyageurs

### Accueil
La gare est équipée d'un parking de 100 places, d'un parc à vélos et d'une salle d'attente ouverte nuit et jour du lundi au vendredi et en journée le week-end. Il y a également un guichet ouvert du lundi au vendredi ainsi que des automates. La gare a également un service de consigne des bagages.

### Desserte
La gare est desservie par des trains en direction de Trondheim et Bodø.

### Intermodalités
La gare est également desservie par des bus. 